# Michauxia thyrsoidea
Michauxia thyrsoidea là loài thực vật có hoa trong họ Hoa chuông. Loài này được Boiss. & Heldr. mô tả khoa học đầu tiên năm 1849.